# Agrarbericht
Gemäß § 4 des Landwirtschaftsgesetzes der Bundesrepublik Deutschland vom 5. September 1955 ist die Bundesregierung verpflichtet, dem Deutschen Bundestag jährlich einen Bericht über die Lage der Landwirtschaft vorzulegen. Bis 1971 trug dieser den Titel Grüner Bericht.
In den Jahren 1956 bis 1970 erschien dieser Bericht unter dem Titel „Grüner Bericht“, von 1971 bis 2001 als „Agrarbericht“ und ab 2002 als „Ernährungs- und agrarpolitischer Bericht“.
Der Inhalt lässt sich hauptsächlich folgenden vier Kapiteln zuordnen:
- Ziele der nationalen Agrarpolitik
- Lage der Agrarwirtschaft
- Maßnahmen der Agrar- und Ernährungspolitik
- Finanzierung der Agrarmaßnahmen

Zu dem „Ernährungs- und agrarpolitischen Bericht“ erscheint die Erweiterung „Buchführungsergebnisse der Testbetriebe“. In diesem Bericht werden sehr ausführlich die Wirtschaftsdaten von über 7.000 repräsentativen landwirtschaftlichen Unternehmen dargestellt. Diese Abbildung erfolgt getrennt nach Bundesländern, Produktionsausrichtungen und Rechtsformen und ermöglicht so die direkte Beobachtung ökonomischer Entwicklungen.      
Neben dem „Ernährungs- und agrarpolitischen Bericht“ der Bundesregierung veröffentlichen einige Landesregierungen ihren agrarpolitischen Bericht ebenfalls unter dem Namen „Agrarbericht“. Eine einheitliche Namensgebung ist hier nicht vorhanden.